# Kali macrura
Kali macrura és una espècie de peix de la família dels quiasmodòntids i de l'ordre dels perciformes.

## Descripció
El cos, allargat, fa 12,3 cm de llargària màxima. 9-10 espines i 18-21 radis tous a les dues aletes dorsals i 1 espina i 17-20 radis tous a l'anal. 11-13 radis tous a les aletes pectorals i 1 espina i 5 radis tous a les pelvianes. Absència d'aleta adiposa. Línia lateral no interrompuda. 33-35 vèrtebres. Mandíbula superior amb 4 o menys dents a la filera interior i 16-21 a l'exterior. Mandíbula inferior amb 7-10 dents a la filera interior i 17-22 a l'exterior. Els exemplars conservats en alcohol presenten un color marró fosc.

## Alimentació
El seu nivell tròfic és de 3.

## Hàbitat i distribució geogràfica
És un peix marí i batipelàgic (a partir dels 1.000 m de fondària), el qual viu a les aigües tropicals i subtropicals dels oceans Atlàntic (des de 28°N fins a 15°S), Índic (Austràlia Occidental) i Pacífic: des de la mar dels Sargassos fins a la Baixa Califòrnia (Mèxic).

## Observacions
És inofensiu per als humans i el seu índex de vulnerabilitat és baix (23 de 100).